# Alt Penedès

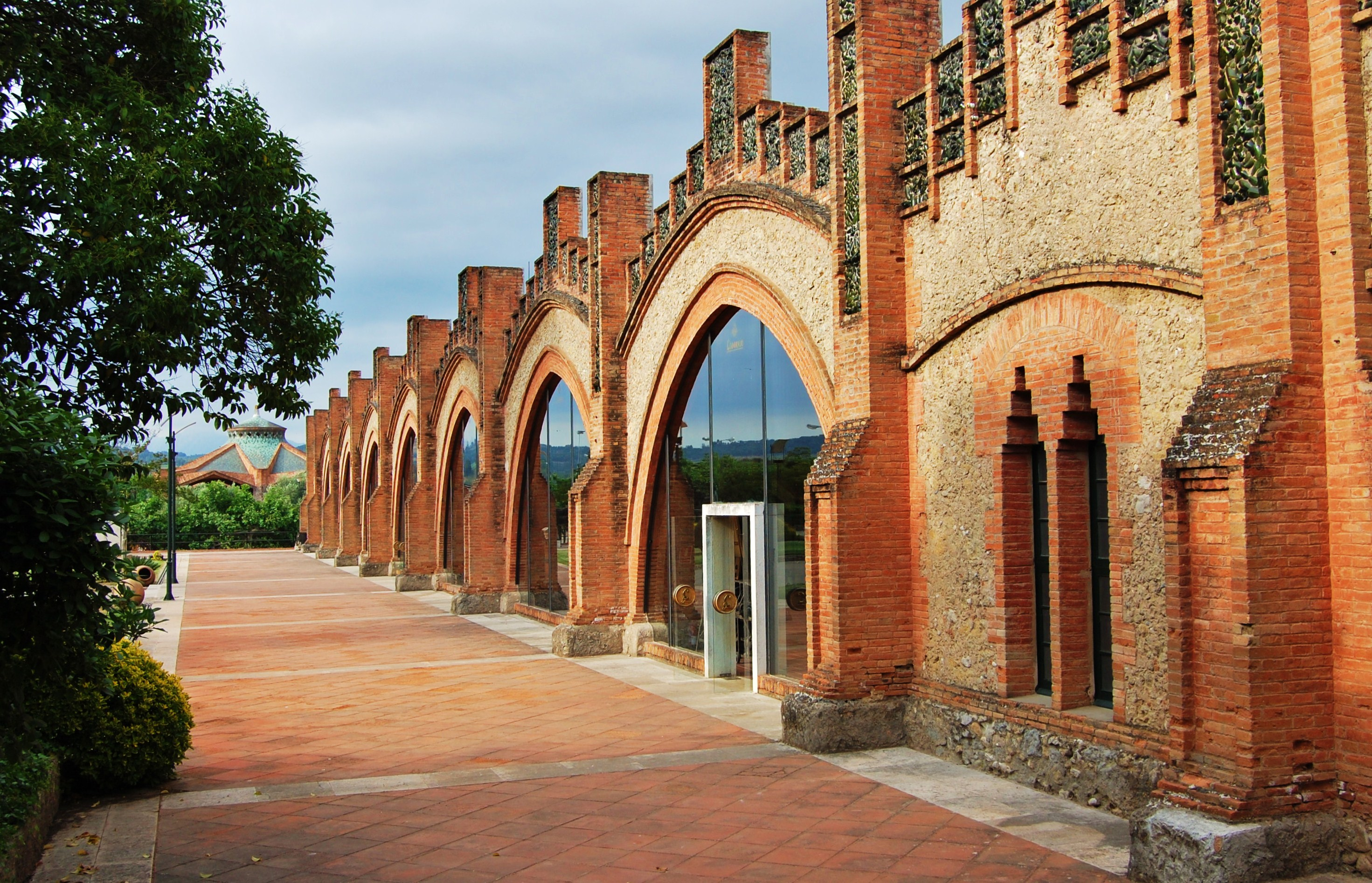
Caves Codorniu i grevskapet Alt Penedès.

Alt Penedès är ett grevskap, comarca, i sydöstra Katalonien, i Spanien. Huvudstaden i comarcan heter Vilafranca del Penedès, med 38929 innevånare 2013.

## Kommuner
Alt Penedès är uppdelat i 27 kommuner, municipis.

- Avinyonet del Penedès
- Les Cabanyes
- Castellet i la Gornal
- Castellví de la Marca
- Font-rubí
- Gelida
- La Granada
- Mediona
- Olèrdola
- Olesa de Bonesvalls
- Pacs del Penedès
- El Pla del Penedès
- Pontons
- Puigdàlber
- Sant Cugat Sesgarrigues
- Sant Llorenç d'Hortons
- Sant Martí Sarroca
- Sant Pere de Riudebitlles
- Sant Quintí de Mediona
- Sant Sadurní d'Anoia
- Santa Fe del Penedès
- Santa Margarida i els Monjos
- Subirats
- Torrelavit
- Torrelles de Foix
- Vilafranca del Penedès
- Vilobí del Penedès